# MTV Video Music Award az év videójáért
Az MTV Video Music Award az év videójáért díj az MTV Video Music Awards legnagyobb kitüntetése. Először 1984-ben adták át, ekkor a The Cars vehette át a díjat. Azóta minden évben kiosztásra kerül.
A legtöbbször jelölt szólóénekes, férfi szólóénekes Eminem. Őt hatszor jelölték az Év videója díjra (2000, 2001, 2002, 2003, 2009 és 2010). Ő továbbá az egyetlen előadó, aki kétszer is elnyerte a díjat (2000-ben a The Real Slim Shady-ért, valamint 2002-ben a Without Me-ért). A legtöbbször jelölt női szólóénekes Madonna (jelölték 1989-ben, 1990-ben, 1998-ban és 2006-ban). A díjat 1998-ban nyerte meg a Ray of Light-ért. A legtöbbször jelölt zenekar a U2. Ők négy jelöléssel büszkélkedhetnek (mindezt három évben: 1987, 1988 és 2001). Ennek ellenére egyszer sem nyertek.
| Év   | Győztes                                                    | További jelöltek |
| ---- | ---------------------------------------------------------- | --- |
| 1984 | The Cars — You Might Think                                 | - The Police — Every Breath You Take |
| 1985 | Don Henley — The Boys of Summer                            | - USA for Africa — We Are the World |
| 1986 | Dire Straits — Money for Nothing                           | - Talking Heads — Road to Nowhere |
| 1987 | Peter Gabriel — Sledgehammer                               | - Steve Winwood — Higher Love |
| 1988 | INXS — Need You Tonight/Mediate                            | - U2 — Where the Streets Have No Name |
| 1989 | Neil Young — This Note's for You                           | - Steve Winwood — Roll with It |
| 1990 | Sinéad O’Connor — Nothing Compares 2 U                     | - Madonna — Vogue |
| 1991 | R.E.M. — Losing My Religion                                | - Queensrÿche — Silent Lucidity |
| 1992 | Van Halen — Right Now                                      | - Red Hot Chili Peppers — Under the Bridge |
| 1993 | Pearl Jam — Jeremy                                         | - R.E.M. — Man on the Moon |
| 1994 | Aerosmith — Cryin'                                         | - R.E.M. — Everybody Hurts |
| 1995 | TLC — Waterfalls                                           | - Weezer — Buddy Holly |
| 1996 | The Smashing Pumpkins — Tonight, Tonight                   | - Alanis Morissette — Ironic |
| 1997 | Jamiroquai — Virtual Insanity                              | - No Doubt — Don't Speak |
| 1998 | Madonna — Ray of Light                                     | - The Verve — Bitter Sweet Symphony |
| 1999 | Lauryn Hill — Doo Wop (That Thing)                         | - Will Smith (közreműködik a Dru Hill és Kool Moe Dee) — Wild Wild West |
| 2000 | Eminem — The Real Slim Shady                               | - Red Hot Chili Peppers — Californication |
| 2001 | Christina Aguilera, Lil’ Kim, Mýa és Pink — Lady Marmalade | - U2 — Beautiful Day |
| 2002 | Eminem — Without Me                                        | - The White Stripes — Fell in Love with a Girl |
| 2003 | Missy Elliott — Work It                                    | - Justin Timberlake — Cry Me a River |
| 2004 | OutKast — Hey Ya!                                          | - Usher (közreműködik Ludacris és Lil Jon) — Yeah! |
| 2005 | Green Day — Boulevard of Broken Dreams                     | - Kanye West — Jesus Walks |
| 2006 | Panic at the Disco — I Write Sins Not Tragedies            | - Shakira (közreműködik Wyclef Jean) — Hips Don't Lie |
| 2007 | Rihanna (közreműködik Jay-Z) — Umbrella                    | - Amy Winehouse — Rehab |
| 2008 | Britney Spears — Piece of Me                               | - The Ting Tings — Shut Up and Let Me Go |
| 2009 | Beyoncé — Single Ladies (Put a Ring on It)                 | - Kanye West — Love Lockdown |
| 2010 | Lady Gaga — Bad Romance                                    | - Lady Gaga (közreműködik Beyoncé) — Telephone |
| 2011 | Katy Perry — Firework                                      | - Tyler, the Creator — Yonkers |
| 2012 | Rihanna (közreműködik Calvin Harris) — We Found Love       | - Katy Perry — Wide Awake |
| 2013 | Justin Timberlake — Mirrors                                | - Robin Thicke (közreműködik T.I. és Pharell) — Blurred Lines |
| 2014 | Miley Cyrus — Wrecking Ball                                | - Pharell — Happy |
| 2015 | Taylor Swift (közreműködik Kendrick Lamar) — Bad Blood'    | - Ed Sheeran — Thinking Out Loud |
| 2016 | Beyoncé — Formation                                        | - Hello – Adele - Sorry – Justin Bieber - Hotline Bling – Drake - Famous – Kanye West |
| 2017 | Kendrick Lamar — Humble                                    | - Scars to Your Beautiful – Alessia Cara - Wild Thoughts – DJ Khaled (Rihanna és Bryson Tiller közreműködésével) - 24K Magic – Bruno Mars - Reminder – The Weeknd                                           |
| 2018 | Camila Cabello (Young Thug közreműködésével) — Havana      | - Apeshit – The Carters - God's Plan – Drake - This Is America – Childish Gambino - No Tears Left to Cry – Ariana Grande - Finesse (Remix) – Bruno Mars (Cardi B közreműködésével)                          |
| 2019 | Taylor Swift — You Need to Calm Down                       | - A Lot – 21 Savage (J. Cole közreműködésével) - Bad Guy – Billie Eilish - Thank U, Next – Ariana Grande - Sucker – Jonas Brothers - Old Town Road (Remix) – Lil Nas X (Billy Ray Cyrus közreműködésével)   |
| 2020 | The Weeknd — Blinding Lights                               | - Everything I Wanted – Billie Eilish - Godzilla – Eminem (Juice Wrld közreműködésével) - Life Is Good – Future (Drake közreműködésével) - Rain on Me – Lady Gaga és Ariana Grande - The Man – Taylor Swift |